# Post-exotisme
 (juin 2008).
Améliorez-le ou discutez des points à vérifier. 
 (juin 2010).
Si vous disposez d'ouvrages ou d'articles de référence ou si vous connaissez des sites web de qualité traitant du thème abordé ici, merci de compléter l'article en donnant les références utiles à sa vérifiabilité et en les liant à la section « Notes et références ».

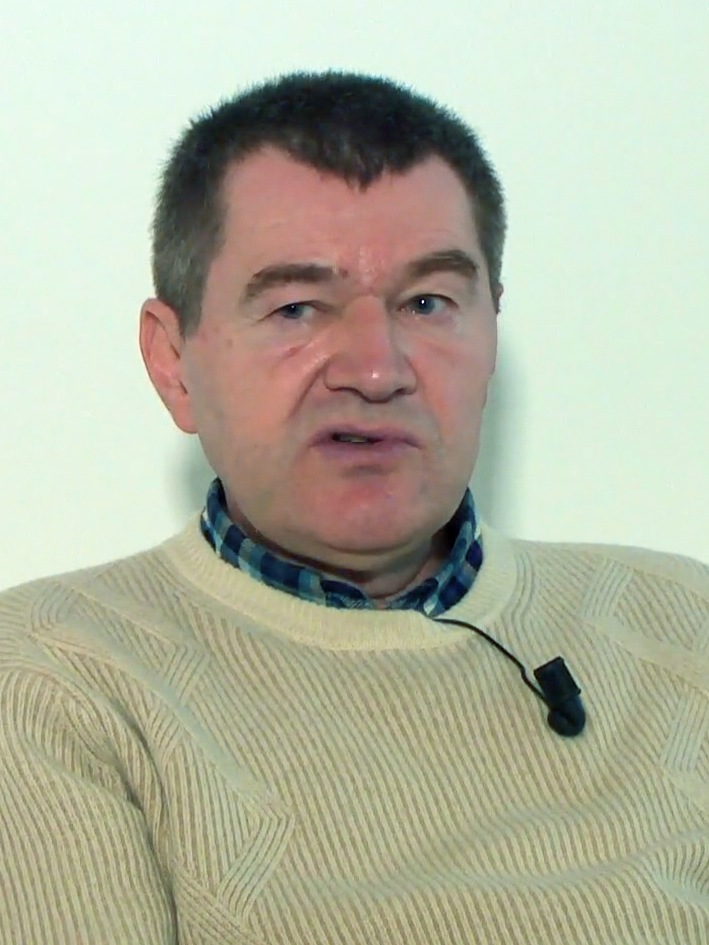
Antoine Volodine.

Le post-exotisme est un mouvement littéraire romanesque, lancé par Antoine Volodine vers 1990.

## Histoire
Le post-exotisme est un mot forgé par Antoine Volodine au tournant des années 1990. À cette époque, quelques critiques s’interrogeaient sur le domaine littéraire auquel appartenait son œuvre. Il avait publié quatre romans dans la collection "Présence du Futur" et souhaitait ne pas être rangé dans la science-fiction. Il commençait à publier aux éditions de Minuit, et tenait à affirmer qu’il n’avait pas rejoint le minimalisme ni l’écriture blanche des auteurs qui l’entouraient. Le terme post-exotisme a été choisi pour exprimer un décalage, il s’agissait de dire une impossibilité de se reconnaître dans les catégories existantes. Toutefois, à l’origine, Antoine Volodine prétend ne pas avoir longuement pesé ce terme, et l’avoir considéré comme un intitulé vide, qui était destiné à prendre son sens au fur et à mesure qu’il serait rempli par des livres.
Après des années d’existence, le post-exotisme, étiquette sans signification au moment de sa création, s’est étoffé avec des dizaines de livres signés Antoine Volodine et signés d’auteurs « appartenant à la communauté des écrivains post-exotiques », tels que Manuela Draeger, Elli Kronauer ou Lutz Bassmann - qui sont des autres pseudonymes utilisé par Antoine Volodine. De nombreuses interventions d’Antoine Volodine ont complété le dispositif, qui est aujourd’hui beaucoup plus un objet qu’un courant ou une théorie. En effet, Antoine Volodine parle du post-exotisme comme d’une pratique littéraire et comme d’une totalité concrète, faite de voix et de textes dont l’origine est une communauté d’écrivains emprisonnés. Il explique qu’en dépit de sa terminaison en –isme, le post-exotisme est un ensemble romanesque et non un mouvement littéraire ayant clairement ou non des ambitions d’avant-garde. Il répète qu’il faut voir dans le post-exotisme « un objet poétique marginal et rien d’autre ».
Cet objet poétique est traversé par de nombreuses voix d’auteurs qui sont parfois nommées, comme dans Vue sur l’ossuaire, où successivement prennent la parole deux écrivains, Maria Samarkande et Jean Vlassenko. Toutefois, souvent ces voix interviennent dans les textes de façon anonyme, créant un réseau vocal qui se substitue au narrateur principal ou donne à celui-ci un statut fluctuant. On en revient à l’explication que fournit Antoine Volodine et qui apparaît de façon détaillée dans l’ouvrage-clé ayant pour titre Le post-exotisme en dix leçons, leçon onze : des militants politiques emprisonnés, condamnés à la perpétuité et strictement isolés derrière les murs, échangent des récits et des souvenirs, murmurent, crient, inventent des histoires et racontent leurs rêves. De cette création collective résultent des livres aux formes hybrides, marqués par la diction, et dont la signature importe peu, puisque les personnalités s’échangent et se superposent pendant tout le processus d’écriture. Ainsi, à l’extérieur de cette fiction carcérale, en librairie, surgissent des ouvrages qui reflètent l’imaginaire, la mémoire et la culture de leurs auteurs, en même temps que les conditions d’étouffement et d’enfermement dans lesquelles ils ont été élaborés. Des formes particulières voient le jour, elles sont marquées par la brièveté : narrats, entrevoûtes, romånces, Shaggås.
Dans ses interventions, Antoine Volodine insiste sur le contenu thématique du post-exotisme, énumérant volontiers ce qu’il considère en être les points forts : une rumination sur l’échec des luttes révolutionnaires, sur les abominations génocidaires du XXe siècle, sur les utopies et leur dégénérescence ; une mise en scène de la solitude, de l’impuissance devant la douleur et la mort de l’autre ; la fidélité amoureuse ; la dérive vers la folie ; la marche dans le Bardo ; l’indistinction entre rêve et réalité, etc. Les personnages post-exotiques sont en accord avec ces choix, ce sont souvent des agonisants, des malades mentaux, des « gueux », des « Untermenschen » (sous-hommes) et même des animaux.
Le post-exotisme en dix leçons, leçon onze donne une liste impressionnante d’auteurs post-exotiques constituant cette communauté d’écrivains qui, en partie, n'existe que dans ses propres livres, car seuls quelques-uns ont eu des textes publiés en volume : Lutz Bassmann, Manuela Draeger, Elli Kronauer et Antoine Volodine. Mais Antoine Volodine, comme Lutz Bassmann au moins, sont des hétéronymes, c'est-à-dire que comme dans le cas de Pessoa, ce sont les identités imaginaires, voix diverses dotées de biographie fictive, multiples visages et incarnations d'un même poète/écrivain, même si Volodine précise : « Pessoa définit des voix extrêmement distinctes selon les genres, avec des styles différents, alors que j'essaie de mettre en place des voix qui sont différentes mais qui disent la même chose, qui traitent à des moments différents des mêmes choses.» . Le post-exotisme est ainsi fondé sur la subversion de l'idée même d'Auteur .

## Auteurs
- Antoine Volodine et hétéronymes[5], dont Elli Kronauer[6], Manuela Draeger[7], Lutz Bassmann[8]...

## Œuvres
- Voies du post-exotisme sur editions-verdier